# Стрекоза и муравей (мультфильм, 1913)
«Стрекоза и муравей» — русский кукольный мультфильм 1913 года Владислава Старевича, экранизация одноимённой басни И. Крылова. Мультфильм производства акционерного общества «А. Ханжонков и К.». Длина ленты — 158 метров.

## История
Владислав Старевич стал режиссёром, оператором, сценаристом и художником этой картины. Съёмки картины проходили исключительно в мастерской Старевича. Он старался передать через мультипликацию и жизнь насекомых человеческую трагедию.
Художник Борис Михин однажды побывал в мастерской Владислава Старевича. Мастерская представляла собой большую комнату, стены которой были увешаны коробками разного размера со стеклянными крышками. В комнате были бабочки разных видов и размеров, коллекции жуков и прочих насекомых. На столе лежала стрекоза, а рядом с ней её копия, сделанная из тонкой резины. Старевич объяснил, что чтобы сделать из стрекозы настоящую актрису, нужно придумать систему движения и способ регулирования скорости этого движения. Для этого после создания миниатюрных актёрских фигур используют шарниры из проволоки — это сделает фигуры подвижными. Съёмки идут кадр за кадром, при помощи чёрной проволоки последовательно меняется их движение. Успех зависит от точного расчёта движений насекомых. Через каждый кадр меняется положение крыльев стрекозы, движение ножек, положение туловища и головы. На просьбу Михина показать, как именно проводится эта работа, Старевич решительно отказал и сказал ждать выхода на экраны его ленты. Помимо Михина, в мастерской Старевича как-то побывал П. Новицкий, который говорил, что художник проделал огромную работу, передвигая пинцетом лапку стрекозы или усик муравья, чтобы создать движение. В этом мультфильме у одного из главных персонажей двигается верхняя губа.
Вскоре работа над картиной была окончена, и её ждал большой успех. Работы Старевича пользовались огромной популярностью, и когда картина ещё официально не вышла, прокатные конторы уже пытались купить нужное количество экземпляров. Картина была показана в Российской империи, в Европе и США. Ханжонков решил показать картину цесаревичу Алексею. Мультфильм был показан и заслужил одобрение. Подарок цесаревичу был оформлен следующим образом: пленку положили в серебряную коробку, надпись на которой гласила «Стрекоза и муравей» — басня Крылова. На крышке также содержалось название торговой марки. В знак благодарности за фильм Старевич получил золотой медальон с Пегасом, а Ханжонков — кольцо с бриллиантом.

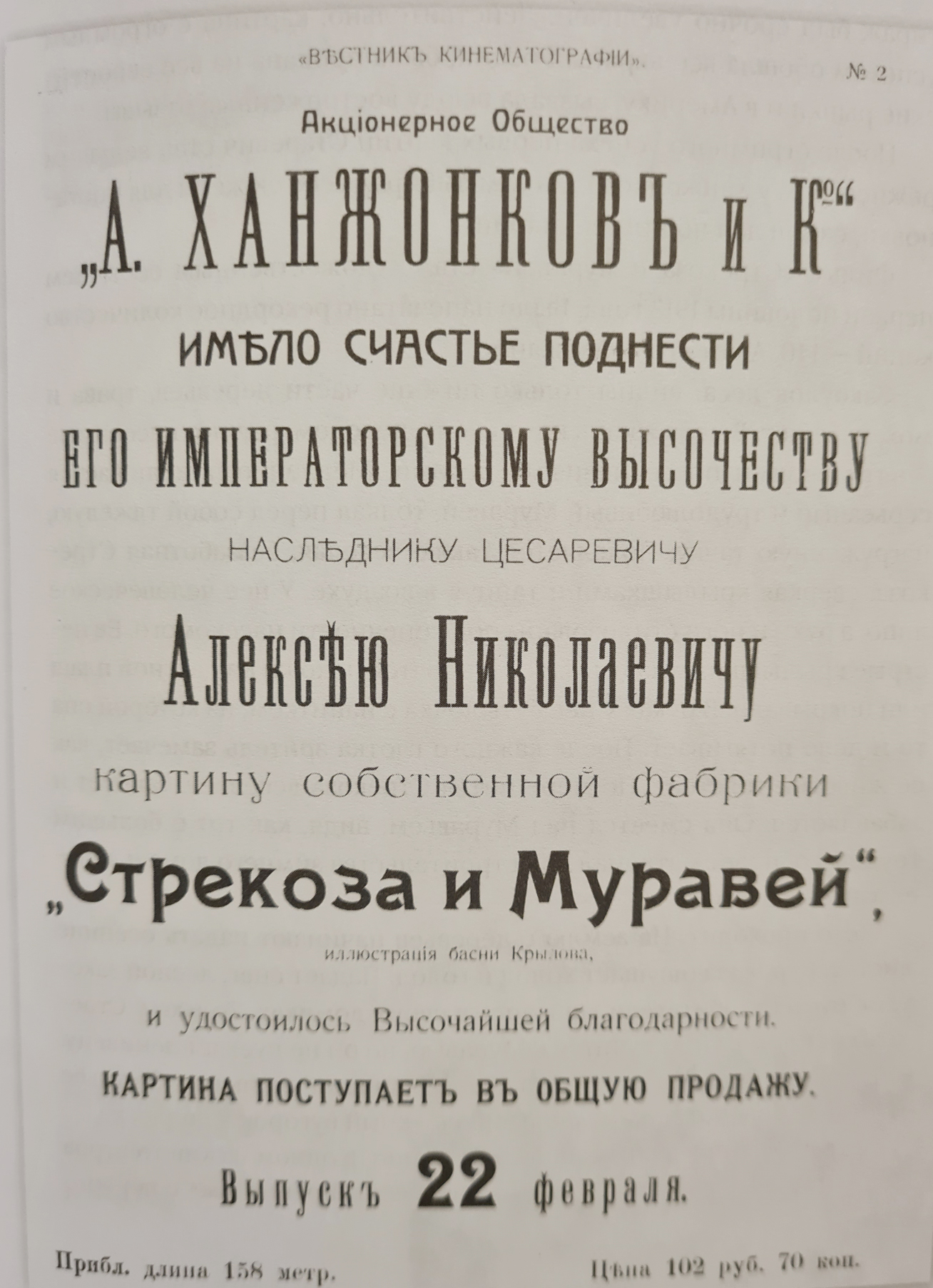
Реклама мультфильма, 1913 год

В картине «Стрекоза и муравей» Старевича уделяется внимание теме злоупотребления алкоголем. Главный герой — Стрекоза — сидит за столиком с другими насекомыми и распивает напитки. Домик Муравья сделан Старевичем из материала, который используют настоящие муравьи. Деревья, листья и трава уменьшены пропорционально размерам главных героев, хлопья снега, наоборот, увеличены. Художник впервые использовал съёмки крупным планом — так он снимал главных героев. Фигуры персонажей делал из дерева, для глаз использовал бусинки, челюсти были подвижны. Ещё одним нововведением стало применение двойной экспозиции.
Российская премьера мультфильма состоялась 22 февраля 1913 года.
В декабре 1913 года в период Рождества в Копенгагене состоялось открытие нового кинематографического зала, который расположился в гостинице «Pallas-Hotel». На втором сеансе состоялся показ картины «Стрекоза и муравей» фирмы «А. Ханжонков и К.». Зал аплодировал в момент, когда муравей положил срубленные деревца на тележку и увёз её. В «Вестнике кинематографии» было сказано, что это был первый случай, когда хлопали фильму. «Стрекоза и муравей» стала первой картиной русского производства, которую увидели датчане. Во Франции лента демонстрировалась как дополнение к программе в кинотеатре Gaumond-Palace.
Луи Форестье считал, что этот и другие объёмные мультфильмы, созданные Старевичем, убедили окружающих в таланте художника и режиссёра и его художественном чутье.
Было напечатано рекордное количество копий фильма — 140 штук.
В 1935 году режиссёр Юрий Желябужский говорил о том, что лента Старевича настолько совершенна, что если сравнивать её с современными работами, не понятно, какая из картин будет лучше.

## Сюжет
Лес. Все насекомые заняты своими делами. Появляется Муравей, который толкает перед собой тяжелую тачку. Муравей серьёзен и трудолюбив. После Муравья появляется Стрекоза, она весела и беззаботна. Стрекоза танцует в воздухе. У Стрекозы человеческое лицо, а конечности как у насекомого. Крылышки стрекозы похожи на цветной плащ. В руках у Стрекозы бутылка с напитком, из которой она делает глотки. С каждым глотком живот Стрекозы увеличивается, а само насекомое становится более весёлым, пританцовывает. Стрекоза смеётся над Муравьём, видя его приготовления к зиме — сбор материала для строительства и запасы на зиму. Когда наступает осень и с деревьев начинают падать листья, Стрекозе становится холодно. Все обитатели леса прячутся в своих домиках, дома нет только у Стрекозы. Она стучится к Муравью, но он не пускает знакомую к себе. Зимой Стрекоза остаётся одна и умирает.

## Стрекоза или кузнечик?
В мультфильме вместо стрекозы участвует кузнечик. По мнению Д. Ю. Кобякова, в басне слово «стрекоза» и обозначало кузнечика, так как в XIX веке так называли обоих насекомых.
По замечанию же Льва Успенского, так как произведение Крылова восходит к басне Лафонтена La cigale et la fourmi («Цикада и муравей»), где в оригинале оба героя — женского пола, Крылову требовалось оставить «женщиной» хотя бы цикаду, но это слово могло показаться ему недостаточно понятным большинству русских, и "в результате же в басне появился странный гибрид из двух различных насекомых. Зовётся это существо «стрекозой», а «прыгает» и «поёт» «в мягких муравах», то есть в траве, явно как кузнечик".